# Terma
Als Terma (tib.: gter ma གཏེར་མ་) werden in der Tradition des tibetischen Buddhismus (vor allem in der Nyingma-Tradition) religiöse Texte, „Schätze“ bezeichnet, die Padmasambhava verborgen haben soll, damit sie in späteren Jahrhunderten von Inkarnationen seiner Schüler wiedergefunden werden. Die fraglichen Texte sollen nicht nur in der Erde, sondern sogar im Geiste des „Entdeckers“ gefunden werden können.

## Historische Authentizität
Der Tibetologe Donald S. Lopez schreibt:
Mit einer lobenswerten Ausnahme Aris 1989 haben westliche Gelehrte sich weder direkt mit dem Problem der historischen Legitimität der Terma auseinandergesetzt, noch haben sie die Annahme in Betracht gezogen, dass diese Werke von ihren Entdeckern verfaßt und nur verborgen wurden, um wieder aufgefunden zu werden. Die Tatsache, dass diese fromme Fiktion der Authentizität sogar von Tibetologen so lange aufrechterhalten wurde, ist selbst ein faszinierendes Forschungsobjekt innerhalb des größeren Bereichs der Mystifizierung.

## Guru Rinpoche
Terma sind insbesondere ein Phänomen der tibetischen Nyingma-Tradition. Guru Rinpoche und seine engsten Schüler und Schülerinnen sollen im 9. Jahrhundert eine große Zahl von Texten, Ritualgegenständen und Reliquien an geheimen Orten versteckt haben, um die Lehren des Buddhismus vor der Zerstörung durch den, dem Buddhismus feindlich gesinnten, tibetischen König Langdarma zu bewahren.

## Terma-Linien
So entstanden insbesondere in der Nyingma-Tradition zwei Arten der Übertragung: die sogenannte „lange“ Übertragungslinie vom Meister auf den Schüler in einer ununterbrochenen Linie, und die „kurze“ Übertragungslinie der „verborgenen Schätze“ (Terma). Die aufgedeckten Termas wurden später von Meistern mit besonderen Fähigkeiten, sogenannten „Schatzfindern“ (tib.: gter ston གཏེར་སྟོན་; Tertön), wiederentdeckt und an ihre Schüler überliefert. Die entdeckten Termas unterscheiden sich in ihrer Art nach „Erd-Terma“ (tib.: sa gter ས་གཏེར་), „Geist-Terma“ (tib.: dgongs gter དགོངས་གཏེར་) und „Reine-Vision-Terma“ (tib.: dag snang དག་སྣང་). Die Terma-Meister werden häufig als Inkarnationen der 25 Hauptschüler des Guru Rinpoche angesehen. Somit entstand durch die Jahrhunderte ein vielschichtiges System von Übertragungslinien, die die Lehren der Nyingma-Schulen ständig mit „frischen“ Lehren ergänzten, die jeweils ihrer Zeit angemessen waren.

## Tertön
Ein Tertön ist jemand, der Termas findet. Jamgön Kongtrül Lodrö Thayes Schrift Der kostbare Lapislazulikranz beinhaltet die Lebensgeschichten von 108 bedeutenden Tertöns. Das Entdecken von Terma fand bis in die jüngste Vergangenheit statt.

### Nyingma-Tertön

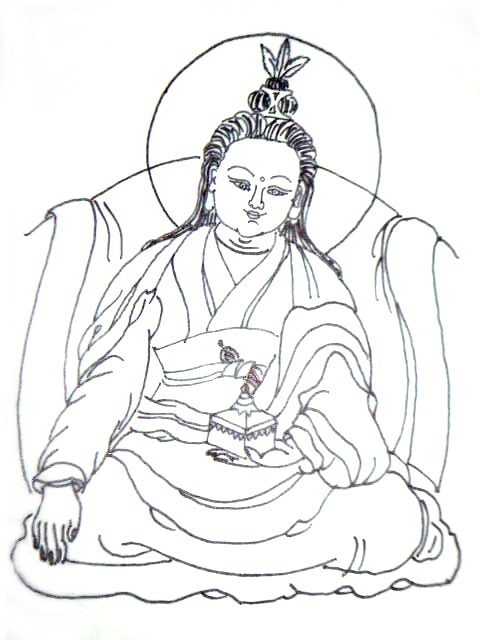
Tertön Rigdzin Gödem

Das Auffinden der Termas begann mit dem ersten Tertön Sanggye Lama (1000–1080). Bedeutende Tertöns waren unter anderem:
- Nyang Ral Nyima Öser (tib.: nyang ral nyi ma 'od zer; 1124–1192),
- Guru Chöwang (tib.: gu ru chos dbang; 1212–1270),
- Sherab Mebar (1267–1326),
- Rigdzin Gödem (1337–1409), Nördliche Schätze
- Longchen Rabjam (1308–1363),
- Orgyen Lingpa (tib.: o rgyan gling pa; 1323–?)
- Dorje Lingpa (tib.: rdo rje gling pa; 1346–1405), (auch Bön unter dem Namen Bönzhig Yungdrung Lingpa)
- Ratna Lingpa (tib.: rat na gling pa; 1403–1478),
- Pema Lingpa (1450–1521), (Südliche Schätze)
- Terdag Lingpa Gyurme Dorje (tib.: gter bdag gling pa 'gyur med rdo rje; 1646–1714), (Mindröl-Ling-Tradition, gehört auch zu den Südlichen Schätze)
- Orgyen Choggyur Lingpa (1829–1870).
- Tertön Sogyal Lerab Lingpa (tib.: gter ston bsod rgyal las rab gling pa) (1856–1926), Sogyal Rinpoches Vorgänger und Lehrer des 13. Dalai Lama.

### Sarma-Tertön

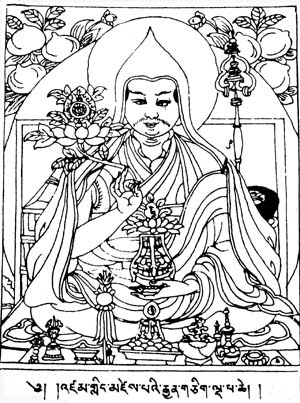
Der 5. Dalai Lama

Aber auch in den drei neuen Schulen (Sarma) und im tibetischen Bön traten – etwas seltener als bei den Nyingma – Tertöns auf.
Bedeutende Tertöns der Neuen Schulen:
- Atisha Dipamkara (11. Jahrhundert)
- Rechungpa (1084–1161)
- 3. Karmapa Rangjung Dorje (1284–1339),
- Drigung Rinchen Phüntshog (1509–?)
- 5. Dalai Lama Ngawang Lobsang Gyatsho (1617–1682), Gelug-Tradition
- Jamyang Khyentse Wangpo (1820–1892), (Sakya- und Rime-Meister)
- Padma Tennyi Yungdrung Lingpa, auch unter dem Namen Jamgön Kongtrül bekannt

### Bön-Tertön
- Bönzhig Yungdrung Lingpa (tib.: bon zhig g.yung drung gling pa; 1346–1405), (auch Nyingma unter dem Namen Dorje Lingpa)

### Nagarjuna
Im buddhistischen Kontext sind verborgene Schätze aber nicht etwas völlig Neuartiges. So wurden schon in Indien Termas gefunden.